# Lätt kulspruta

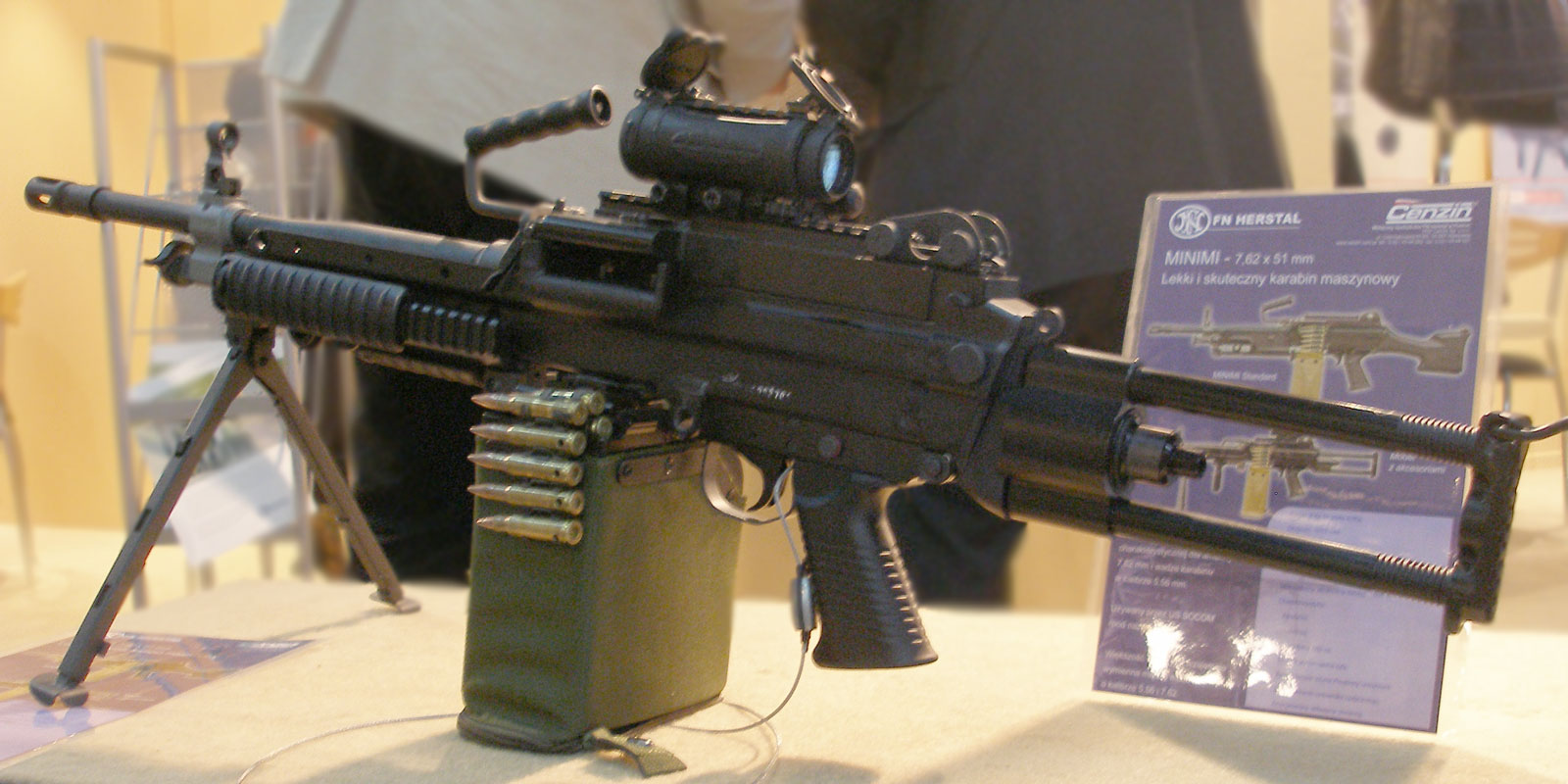
Kulspruta 90 är ett exempel på en modern lätt kulspruta.

En lätt kulspruta, kort lksp, är en kulspruta som skjuter gevärs- eller karbinammunition (ca 5,5 mm till 8 mm) och är avsedd att bäras och användas av en enskild soldat. De definieras primärt av att ha större ammunitionskapacitet jämfört med automatkarbiner och skjuter även oftare kraftigare typer av patroner.

## Beskrivning
En lätt kulspruta är en kulspruta försedd med kolv och är menad att bäras och skjutas av endast en enda soldat, med andra ord ett handeldvapen. Den fungerar bäst i fast position med utfällda stödben. Detta utförs i liggande skjutställning eller på någon form av upphöjning. I vissa fall sätts vapnet på axeln av en kamrat för att man snabbt ska kunna sätta upp en stabil skjutställning. Bortom detta kan vapnet även brukas Under gång från skyttens axel eller höft likt ett gevär.
En lätt kulspruta är som många kulsprutor ofta bandmatade men flera modeller är försedda med magasin som automatkarbiner (något som är sällsynt på medeltunga och tunga kulsprutor). Eftersom en kulspruta ska kunna lägga eld under en längre tid används alltid högkapacitetsmagasin.

## Liknande vapen
Det finns flera vapen som liknar den lätta kulsprutan och det bör förklaras vad som skiljer dem åt. Till exempel ett mycket liknande vapen till den lätta kulsprutan är kulsprutegevär och de delar många likheter i både användningsområde och funktion. Man skulle kunna kalla den lätta kulsprutan den moderna versionen eller efterföljaren till kulsprutegeväret som numera anses vara ett föråldrat koncept. Det som primärt skiljer dem åt är att kulsprutegeväret använder låg- eller normalkapacitetsmagasin (20-30 patroner) medan en lätt kulspruta primärt använder bältmatning eller högkapacitetsmagasin (100 patroner uppåt).
Andra liknande vapen är den medeltunga kulsprutan och den tunga kulsprutan. En medeltung kulspruta är lik en lätt kulspruta i utförande och avfyrar samma kategori av patroner men saknar kolv och skjuts från en lavett. De brukas normalt av två soldater, en skytt och en laddare och dessa ska även förflytta vapnet på slagfältet från position till position. De kan alternativt vara monterade på eller i fordon. En tung kulspruta är lik en medeltung kulspruta då de monteras i lavett men skjuter en tyngre kategori av ammunition, normalt ca 12,7 mm i kaliber, och är oftast för tung för att kunna förflyttas i strid. Det är primärt avsedda att brukas i en fixerad position eller på fordon.

## Kända typer av lätta kulsprutor

### Svenska lätta kulsprutor
- / Kulspruta 58
- / Kulspruta 90

### Klassiska lätta kulsprutor
- Madsen (klassades som kulsprutegevär i Sverige)
- Lewiskulspruta
- Chauchat
- Browning Automatic Rifle (klassades som kulsprutegevär i Sverige)
- Bren
- Degtiarjovkulspruta
- Maschinengewehr 15
- Maschinengewehr 34 (gränsar till medeltung kulspruta beroende på lavett)
- Maschinengewehr 42 (gränsar till medeltung kulspruta beroende på lavett)
- RPD
- RPK
- PKM
- M60
- FN MAG

### Moderna lätta kulsprutor
- FN Minimi
- / M240
- / M249 SAW
- / MK 48
- Heckler & Koch MG4
- IWI Negev